# العيش في عبودية: التحرر
العيش في عبودية: التحرر (بالإنجليزية: Living in Bondage: Breaking Free)‏ أو العيش في عبودية 2 (بالإنجليزية: Living in Bondage 2)‏، هُو فيلم إثارة خارق للطبيعة نيجيري صدر سنة 2019، وقد أنتجه تشارلز أوكباليكي وأخرجه رامسي نواه في أول فيلم يُخرجه هذا الأخير. الفيلم من بطولة كُل من كينيث أوكونكو، وكانايو أو كانايو، وإنيينا نويغوي، ومنى آبي، إضافة إلى رمزي نواه في دور الشرير الرئيسي. تلقى الفيلم مُراجعات من النقاد مُعظمها إيجابية، أما على مُستوى شباك التذاكر فقد احتل الفيلم بإيراداته المرتبة 11 ضمن قائمة الأفلام النيجيرية الأكثر دخلا على الإطلاق.عُرض الفيلم لأول مرة على منصة نتفليكس في مايو 2020.

## روابط خارجية
العيش في عبودية: التحرر على موقع IMDb (الإنجليزية)
- العيش في عبودية: التحرر على موقع نتفليكس (الإنجليزية)
- العيش في عبودية: التحرر على موقع قاعدة بيانات الفيلم (الإنجليزية)
- العيش في عبودية: التحرر على موقع ليتربوكسد (الإنجليزية)
- العيش في عبودية: التحرر على موقع كينوبويسك (الروسية)